# Indische Kurzschwanzmanguste
Die Indische Kurzschwanzmanguste (Urva fusca, Synonym: Herpestes fuscus) ist eine Raubtierart aus der Familie der Mangusten (Herpestidae). Das Verbreitungsgebiet ist auf ein kleines Gebiet Südindiens und Sri Lanka beschränkt.

## Merkmale
Die Kurzschwanzmanguste ist eine relativ große und schwere Manguste. Sie erreicht eine Kopf-Rumpf-Länge von etwa 33 bis 48 Zentimeter. Der Schwanz misst ca. 19 bis 33 Zentimeter und nimmt damit zwischen 69 und 70 % der Körperlänge ein. Das Gewicht beträgt etwa 2 bis 7 Kilogramm. Das Fell ist dunkel- bis schwarzbraun und dabei leicht gelblich bis sandfarben gesprenkelt, die Füße sind schwarz. Der Schwanz ist buschig.
| 3 | · | 1 | · | 4 | · | 2 | = 40 |

Die Art besitzt sowohl im Ober- wie auch im Unterkiefer jeweils drei Schneidezähne (Incisivi), einen Eckzahn (Caninus), vier Vorbackenzähne (Praemolares) und zwei Backenzähne (Molares) in jeder Kieferhälfte. Insgesamt besitzen die Tiere 40 Zähne. Im Vergleich zum Kleinen Mungo (Herpestes javanicus) ist der vordere Bereich der Paukenblase (Bulla tympanica) abgeflacht und sie reicht bis unter die Hinterhauptshöcker.

## Verbreitung und Lebensraum

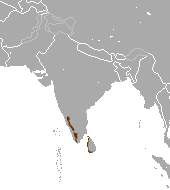
Verbreitungsgebiet der Indischen Kurzschwanzmanguste

Das Verbreitungsgebiet des Indischen Kurzschwanzmungos beschränkt sich auf Teile Südindiens und Sri Lankas. Sie kommt in Südindien in Höhen von 700 bis 1300 Metern von Virajpet im südlichen Teil des Distrikts Kodagu bis Udagamandalam in den Nilgiri-Bergen, dem Tiger-Shola in den Palni-Bergen, in Madurai, Kalakad-Mundanthurai in den Meghamalai- und dem Valparai-Plateau in den Annamalai-Bergen sowie in Peeramedu in Kerala vor.
Die Kurzschwanzmanguste bewohnt dichte Primärwälder und umgebende Landschaften. In Südindien kommt sie zudem in Tee- und Kaffeeplantagen vor. In Sri Lanka lebt diese Art in Wäldern des Flachlands, den Zentralbergen und den Trockengebieten.

## Lebensweise
Die Indische Kurzschwanzmanguste ist dämmerungs- und vor allem nachtaktiv. Über die Ernährung der Art liegen keine Daten vor, wahrscheinlich ernährt sie sich wie andere Urva-Arten von kleinen Wirbeltieren, Wirbellosen, Eiern, Früchten und Wurzeln. Auch über die Fortpflanzung ist wenig bekannt. Sie bildet Bauten unter Steinen, die Weibchen bringen wahrscheinlich drei bis vier Jungtiere zur Welt.

## Systematik
Die Indische Kurzschwanzmanguste wird als eigenständige Art anerkannt, wurde jedoch von einigen Autoren als Unterart der Kurzschwanzmanguste (Urva brachyura) beschrieben. Sie wurde 1838 durch den britischen Zoologen George Robert Waterhouse, unter der Bezeichnung Herpestes fuscus erstmals wissenschaftlich beschrieben. Die Gattung Herpestes stellt sich jedoch als nicht monophyletisch heraus und ihre asiatischen Arten wurden in die Gattung Urva verschoben.
Innerhalb der Art werden vier Unterarten unterschieden. Neben der Nominatform U. f. fusca (Westghats) handelt es sich dabei um U. f. phillipsi (Mitte Sri Lankas), U. f. siccata (westliches Sri Lanka) und U. f. rubidior (nördliches Sri Lanka).

## Bedrohung und Schutz
Die International Union for Conservation of Nature and Natural Resources (IUCN) stuft die Indische Kurzschwanzmanguste als „bedroht“ (vulnerable) ein, da davon ausgegangen wird, dass sich die Population innerhalb der letzten drei Generationen bzw. die letzten 15 Jahre aufgrund von Lebensraumverlusten um mehr als 30 % verringert hat. Gesicherte Angaben zur Bestandsgröße oder zur Bestandsentwicklung gibt es allerdings nicht.